# نمش‌کیش‌فالود
نِمِش‌کیش‌فالود (به مجاری:  Nemeskisfalud) یک منطقهٔ مسکونی در مجارستان است که در ناحیه مارتسالی واقع شده‌است. نمش‌‌کیش‌فالود ۲٫۸۲ کیلومتر مربع مساحت و ۱۷۷ نفر جمعیت دارد.